# Cerco de Aiguillon
O Cerco de Aiguillon, um evento da Guerra dos Cem Anos, iniciou em 1º de abril de 1346, quando um exército francês liderado por João, duque da Normandia, cercou a cidade de Aiguillon.

## Antecedentes
Desde a Conquista Normanda de 1066, os monarcas ingleses tinham títulos e terras dentro da França, a posse da qual os tornava vassalos dos reis da França. Ao longo dos séculos, as explorações inglesas na França variaram de tamanho, mas em 1337 apenas Gasconha no sudoeste da França e Ponthieu no norte da França foram deixados. Os Gascons independentes tinham seus próprios costumes e alegavam ter uma língua separada. Eles preferiram sua relação com um rei inglês distante que os deixou sozinhos com um rei francês que interferiria em seus assuntos. Após uma série de desentendimentos entre Filipe VI da França e Eduardo III da Inglaterra, em 24 de maio de 1337 O Grande Conselho de Filipe em Paris concordou que o Ducado da Aquitra, efetivamente Gascony, deveria ser levado de volta às mãos de Filipe, alegando que Eduardo estava violando suas obrigações como vassalo. Isso marcou o início da Guerra dos Cem Anos, que durou cento e dezesseis anos.

### Gasconha
Antes da guerra começar, mais de 1.000 navios por ano partiram da Gasconha. Entre suas cargas estavam mais de 200.000.000 litros imperiais (110.000.000 litros; 240.000.000 litros de vinho produzido localmente). O imposto cobrado pela Coroa Inglesa sobre o vinho de Bordeaux excedeu todos os outros direitos aduaneiros combinados e foi de longe a maior fonte de renda do Estado. Bordeaux, a capital da Gasconha, tinha uma população de mais de 50.000 habitantes, maior que a de Londres, e Bordeaux era possivelmente mais rica. No entanto, a essa altura, a Gasconha inglesa tinha se tornado tão truncada pelas invasões francesas que dependia das importações de alimentos, em grande parte da Inglaterra. Quaisquer interrupções no transporte regular foram passíveis de matar a Gasconha e prejudicar financeiramente a Inglaterra; os franceses estavam bem cientes disso.